# Zuid-Aziatisch kampioenschap voetbal 2018
Het Zuid-Aziatisch kampioenschap voetbal 2018 (South Asian Football Federation Championship 2018) was de 12e editie van dit voetbaltoernooi. Het toernooi werd vanwege de sponsor ook 'SAFF Suzuki Cup 2018' genoemd. Het toernooi werd gehouden tussen 4 september en 15 september 2018 in Dhaka, de hoofdstad van Bangladesh. Het toernooi stond aanvankelijk gepland voor 4 tot en met 17 mei 2017 en vervolgens uitgesteld naar december van datzelfde jaar. Uiteindelijk werd dat september 2018. Malediven won het toernooi voor de tweede keer, 10 jaar nadat het land de eerste keer won. In de finale werd India verslagen met 2–1.

## Gastland en stadion
Het gastland was Bangladesh. Malediven en Bhutan hadden zich ook aangemeld als kandidaat om gastland te zijn, maar deze landen trokken zich later terug. Het is voor de derde keer dat Bangladesh Zuid-Aziatisch kampioenschap organiseert. Eerder was het land al gastland in 2003 en 2009. Ook op die twee andere toernooien werd het Bangabandhu Nationaal Stadion uitgekozen om alle wedstrijden in te spelen.
| Dhaka                         | · Dhaka |
| Bangabandhu Nationaal Stadion | · Dhaka |
| Capaciteit: 36.000            | · Dhaka |
|                               | · Dhaka |

## Deelnemende landen
De loting vond plaats op 18 april 2018 in Dhaka. 
In ieder geval zes landen zullen deelnemen, de deelname van Pakistan was onzeker, omdat dit land was geschorst door de FIFA.
| Groep A    | Groep A | Groep A             | Groep A                   | Groep B   | Groep B | Groep B                                            | Groep B                   |
| Land       | Aantal  | Beste resultaat     | FIFA-ranking (april 2018) | Land      | Aantal  | Beste resultaat                                    | FIFA-ranking (april 2018) |
| ---------- | ------- | ------------------- | ------------------------- | --------- | ------- | -------------------------------------------------- | ------------------------- |
| Bangladesh | 11e     | Winnaar (2003)      | 197                       | Malediven | 10e     | Winnaar (2008)                                     | 147                       |
| Nepal      | 12e     | Derde plaats (1993) | 165                       | Sri Lanka | 12e     | Winnaar (1995)                                     | 200                       |
| Bhutan     | 8e      | Halve finale (2008) | 184                       | India     | 12e     | Winnaar (1993, 1997, 1999, 2005, 2009, 2011, 2015) | 97                        |
| Pakistan   | 11e     | Derde plaats (1997) | 203                       |           |         |                                                    |                           |

## Groepsfase

### Groep A
| Land       | Gsp | Win | Gel | Ver | DV | DT | +/− | Pnt |
| ---------- | --- | --- | --- | --- | -- | -- | --- | --- |
| Nepal      | 3   | 2   | 0   | 1   | 7  | 2  | +5  | 6   |
| Pakistan   | 3   | 2   | 0   | 1   | 5  | 2  | +3  | 6   |
| Bangladesh | 3   | 2   | 0   | 1   | 3  | 2  | +1  | 6   |
| Bhutan     | 3   | 0   | 0   | 3   | 0  | 9  | –9  | 0   |

|                                                   |              |     |                               |                                                                            |
| 4 september 2018 «onderlinge duels» 16:00 (UTC+6) | Nepal        | 1–2 | Pakistan                      | Bangabandhu Nationaal Stadion, Dhaka Scheidsrechter: Mohammad Arafah (JOR) |
| 4 september 2018 «onderlinge duels» 16:00 (UTC+6) | B. Magar 82' |     | 36' (pen.) Riaz 90+6' Mu. Ali | Bangabandhu Nationaal Stadion, Dhaka Scheidsrechter: Mohammad Arafah (JOR) |

|                                                   |                            |     |        |                                                                             |
| 4 september 2018 «onderlinge duels» 19:00 (UTC+6) | Bangladesh                 | 2–0 | Bhutan | Bangabandhu Nationaal Stadion, Dhaka Scheidsrechter: Sivakorn Pu-udom (THA) |
| 4 september 2018 «onderlinge duels» 19:00 (UTC+6) | Barman 3' (pen.) Sufil 47' |     |        | Bangabandhu Nationaal Stadion, Dhaka Scheidsrechter: Sivakorn Pu-udom (THA) |

|                                                   |                                             |     |        |                                                                            |
| 6 september 2018 «onderlinge duels» 16:00 (UTC+6) | Nepal                                       | 4–0 | Bhutan | Bangabandhu Nationaal Stadion, Dhaka Scheidsrechter: Arumughan Rowan (IND) |
| 6 september 2018 «onderlinge duels» 16:00 (UTC+6) | A. Tamang 21' Bal 71' Khawas 79' Khadka 88' |     |        | Bangabandhu Nationaal Stadion, Dhaka Scheidsrechter: Arumughan Rowan (IND) |

|                                                   |            |     |          |                                                                         |
| 6 september 2018 «onderlinge duels» 19:00 (UTC+6) | Bangladesh | 1–0 | Pakistan | Bangabandhu Nationaal Stadion, Dhaka Scheidsrechter: Hasan Akrami (IRN) |
| 6 september 2018 «onderlinge duels» 19:00 (UTC+6) | Barman 85' |     |          | Bangabandhu Nationaal Stadion, Dhaka Scheidsrechter: Hasan Akrami (IRN) |

|                                                   |                                    |     |        |                                                                         |
| 8 september 2018 «onderlinge duels» 16:00 (UTC+6) | Pakistan                           | 3–0 | Bhutan | Bangabandhu Nationaal Stadion, Dhaka Scheidsrechter: Hasan Akrami (IRN) |
| 8 september 2018 «onderlinge duels» 16:00 (UTC+6) | Riaz 20' Bashir 29' F. Ahmed 90+1' |     |        | Bangabandhu Nationaal Stadion, Dhaka Scheidsrechter: Hasan Akrami (IRN) |

|                                                   |            |                              |       |                                                                                   |
| 8 september 2018 «onderlinge duels» 19:00 (UTC+6) | Bangladesh | 0–2                          | Nepal | Bangabandhu Nationaal Stadion, Dhaka Scheidsrechter: Hettikamkanamge Perera (SRI) |
| 8 september 2018 «onderlinge duels» 19:00 (UTC+6) |            | 33' B. Magar 90' N. Shrestha |       | Bangabandhu Nationaal Stadion, Dhaka Scheidsrechter: Hettikamkanamge Perera (SRI) |

### Groep B
| Land      | Gsp | Win | Gel | Ver | DV | DT | +/− | Pnt |
| --------- | --- | --- | --- | --- | -- | -- | --- | --- |
| India     | 2   | 2   | 0   | 0   | 4  | 0  | +4  | 6   |
| Malediven | 2   | 0   | 1   | 1   | 0  | 2  | –2  | 1   |
| Sri Lanka | 2   | 0   | 1   | 1   | 0  | 2  | –2  | 1   |

|                                                   |                            |     |           |                                                                         |
| 5 september 2018 «onderlinge duels» 19:00 (UTC+6) | India                      | 2–0 | Sri Lanka | Bangabandhu Nationaal Stadion, Dhaka Scheidsrechter: Hanna Hattab (SYR) |
| 5 september 2018 «onderlinge duels» 19:00 (UTC+6) | Kuruniyan 35' Chhangte 47' |     |           | Bangabandhu Nationaal Stadion, Dhaka Scheidsrechter: Hanna Hattab (SYR) |

|                                                   |           |     |           |                                                                            |
| 7 september 2018 «onderlinge duels» 19:00 (UTC+6) | Malediven | 0–0 | Sri Lanka | Bangabandhu Nationaal Stadion, Dhaka Scheidsrechter: Mohammad Arafah (JOR) |
| 7 september 2018 «onderlinge duels» 19:00 (UTC+6) |           |     |           | Bangabandhu Nationaal Stadion, Dhaka Scheidsrechter: Mohammad Arafah (JOR) |

|                                                   |                          |     |           |                                                                         |
| 9 september 2018 «onderlinge duels» 19:00 (UTC+6) | India                    | 2–0 | Malediven | Bangabandhu Nationaal Stadion, Dhaka Scheidsrechter: Hanna Hattab (SYR) |
| 9 september 2018 «onderlinge duels» 19:00 (UTC+6) | Poojari 36' M. Singh 44' |     |           | Bangabandhu Nationaal Stadion, Dhaka Scheidsrechter: Hanna Hattab (SYR) |

## Knock-outfase
|  | halve finale         | halve finale         |  |       | finale               | finale               |
|  |                      |                      |  |       |                      |                      |
|  | 12 september – Dhaka |                      |  |       |                      |                      |
|  | Nepal                | 0                    |  |       |                      |                      |
|  | Malediven            | 3                    |  |       | 15 september – Dhaka | 15 september – Dhaka |
|  |                      |                      |  |       | Malediven            | 2                    |
|  | 12 september – Dhaka | 12 september – Dhaka |  | India | 1                    |                      |
|  | India                | 3                    |  |       |                      |                      |
|  | Pakistan             | 1                    |  |       |                      |                      |

### Halve finale
|                                                    |       |                              |           |                                                                                   |
| 12 september 2018 «onderlinge duels» 16:00 (UTC+6) | Nepal | 0–3                          | Malediven | Bangabandhu Nationaal Stadion, Dhaka Scheidsrechter: Hettikamkanamge Perera (SRI) |
| 12 september 2018 «onderlinge duels» 16:00 (UTC+6) |       | 9' Ghanee 84', 86' I. Hassan |           | Bangabandhu Nationaal Stadion, Dhaka Scheidsrechter: Hettikamkanamge Perera (SRI) |

|                                                    |                             |     |             |                                                                             |
| 12 september 2018 «onderlinge duels» 19:30 (UTC+6) | India                       | 3–1 | Pakistan    | Bangabandhu Nationaal Stadion, Dhaka Scheidsrechter: Sivakorn Pu-udom (THA) |
| 12 september 2018 «onderlinge duels» 19:30 (UTC+6) | M. Singh 48', 69' Passi 84' |     | 88' Mu. Ali | Bangabandhu Nationaal Stadion, Dhaka Scheidsrechter: Sivakorn Pu-udom (THA) |

### Finale
|                                                    |                                |     |             |                                                                         |
| 15 september 2018 «onderlinge duels» 19:00 (UTC+6) | Malediven                      | 2–1 | India       | Bangabandhu Nationaal Stadion, Dhaka Scheidsrechter: Hasan Akrami (IRN) |
| 15 september 2018 «onderlinge duels» 19:00 (UTC+6) | Ibrahim Mahudhee 19' Fasir 66' |     | 90+2' Passi | Bangabandhu Nationaal Stadion, Dhaka Scheidsrechter: Hasan Akrami (IRN) |

| Winnaar Zuid-Aziatisch kampioenschap voetbal 2018 |
| ------------------------------------------------- |
|                                                   |
| Maldiven Tweede titel                             |